# Diskpartitionering

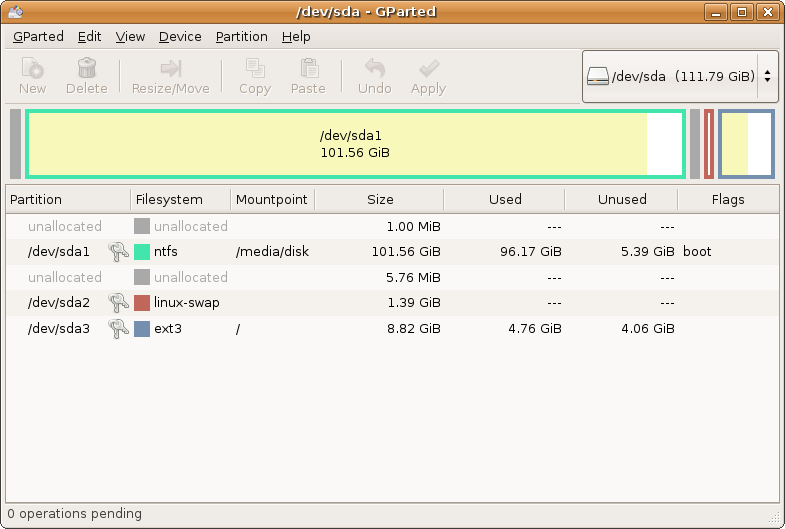
GParted

Diskpartitionering innebär att en hårddisk (eller annat sekundärminne) delas upp i olika logiska delar. En hårddisk kan partitioneras upp i olika logiska delar, som kallas "partitioner", eller ibland "volymer". Partitioneringen gör så att man kan ha flera filsystem på samma hårddisk. Hur och var på hårddisken indelningen antecknas varierar beroende på miljö, här redogörs främst för konventionerna på äldre PC-datorer. För nyare PC-datorer, se även GUID Partitionstabell.

## Master Boot Record
I hårddiskens första sektor, "Master Boot Record" eller "MBR", finns en partitionstabell, där man skriver in vilken del av hårddisken som hör till respektive partition, vilken typ av partition det är frågan om och huruvida partitionen är "aktiv". Programkoden i början av MBR är ofta inställd att ladda koden i början av den partition som är märkt som aktiv. Denna kod laddar vanligen själva bootloadern, den kod som laddar själva operativsystemet.
Vilken del av hårddisken som hör till vilken partition anges dels genom start- och slutsektor med så kallad C/H/S-adress, dels som numerisk adress (LBA) till första sektorn och partitionens längd. För att kunna adressera stora moderna hårddiskar måste LBA-adressen på fyra byte användas. C/H/S står för cylinder, läs- och skrivhuvud samt sektor, och också om adressen inte längre har något att göra med de fysiska cylindrarna och läs- och skrivhuvudena i hårddisken, så används också denna information av en del programvara, varför den i vissa avseenden måste stämma överens med LBA-adressen.
I en PC-dator kan man ha högst fyra primära partitioner per hårddisk. Det är dock möjligt att byta ut en av dessa mot en utökad partition. I en utökad partition kan man sedan ha flera logiska partitioner, som det också går att ha filsystem i. Konventionerna gällande utökade och logiska partitioner är inte lika väletablerade som de om primärpatitionerna.
Partitionstypen kan antingen ange vilket filsystem som finns på partitionen (till exempel FAT32, NTFS, HFS+, ext3 eller Linux swap) eller vilka konventioner man följer ifråga om en utökad partition. Då partitionstypen är okänd för ett visst operativsystem lämnar operativsystemet i allmänhet partitionen i fred.
Partitionssystemet med fyra primärpartitioner är inte inbyggt i hårdvaran, utan en konvention. Det är fullt möjligt för operativsystemet att använda andra konventioner, förutsatt att annan programvara inte behöver kunna använda eller ändra i partitionstabellen. Vissa varianter av DOS kan ha fem eller åtta partitioner, med i övrigt samma upplägg.
Avvikelser från konventionerna görs vanligen så att de inte skall hindra ompartitionering av hårddisken med programvara som inte känner till avvikelserna, men så att speciell startkod kan utnyttja avvikelserna, till exempel så att det på skivan finns en dold partition som inte ingår i någon av de fyra konventionsenliga partitionerna, där speciell programvara eller säkerhetskopior av nyckeldata kan placeras.